# Rodolfo IV di Neuchâtel
Rodolfo IV di Neuchâtel, conte di Neuchâtel (Neuchâtel, 25 settembre 1274 – Neuchâtel, 23 marzo 1343), è stato un nobile svizzero.

## Biografia
Figlio del conte Amedeo I di Neuchâtel e di sua moglie, Giordana di La Sarraz, Rodolfo IV (indicato anche come Rollin o Raoul) fu conte di Neuchâtel dalla morte di suo padre nel 1288 sino al 1343, anno della sua morte. Quando suo padre morì, egli aveva appena quattro anni e pertanto egli venne posto sotto la tutela degli zii Giovanni e Riccardo e nello specifico il primo tra i due si trovò ad amministrare direttamente le terre di Neuchâtel per poi passarle come feudo direttamente a Rodolfo. Il 13 settembre 1288 Giovanni incontrò l'imperatore Rodolfo I d'Asburgo che confermò i diritti della sua casata su Neuchâtel e come conseguenza la contea passò come immediatezza imperiale da quell'anno:
Il 28 febbraio 1296 si recò con le sue truppe a Valangin per richiedere alla linea dei signori del luogo un omaggio alla sua persona, dal momento che questi ultimi (Giovanni I, Ulrico e Thierry), avevano messo in discussione la sua sovranità sui territori locali. Con diversi pretesti Valangin tentò di emanciparsi come feudo indipendente da Neuchatel legandosi addirittura al vescovo di Losanna. Fu dunque solo grazie alla preponderanza delle forze armate di Rodolfo IV ed alla detenzione di Giovanni e Thierry di Valangin che fu possibile per Rodolfo stesso ottenere uno status ante quo delle cose.
Nel 1301 altri problemi si manifestarono nella città di La Bonneville che il 28 aprile di quell'anno venne devastata da Rodolfo IV che ne lasciò solamente alcune rovine, dalle quali poi verrà ricostruito il villaggio attuale di Engollon, mentre la maggior parte degli abitanti fuggì a Valangin. Rodolfo IV divenne "borghese" di Berna nel 1307 e di Soletta nel 1324, ovvero ottenne la cittadinanza onoraria di entrambe le città a testimonianza della sua influenza nella regione.
Nel 1311 il vescovo di Basilea, Eudes de Granson, nemico di lunga data del conte di Neuchâtel, si impegnò nella ricostruzione della città di La Neuveville ai confini della contea al fine di ospitare quanti fuggivano dalla città di La Bonneville. Preoccupato per questo gesto di aperta sfida ma nel contempo intenzionato saldamente a difendere la propria causa, Rodolfo IV si impegnò dal 1315 nella costruzione della città di Landeron che dal 1325 ospiterà un castello e diverse fortificazioni per meglio difendere i confini dei suoi domini. Questo atto, spinse il nuovo vescovo di Basilea, Eberardo di Kyburg, ad allearsi con altri signori locali per intraprendere una guerra contro Rodolfo IV.

## Matrimonio e figli
Rodolfo IV sposò il 18 ottobre 1294 Eleonora di Savoia (? - 24 marzo 1333), figlia di Luigi I di Savoia-Vaud, Barone di Vaud, dalla quale ebbe i seguenti figli:
- Giovanna, (3 maggio 1300 - ?)[4], sposò Aimone di La Sarraz,
- Caterina[5], (1303 - 1359), dama di Montjoie, sposò nel 1315 Giovanni di Champvent e nel 1327 Guglielmo di Montagny ed infine nel 1340 Guglielmo di Montjoie,
- Luigi I, (2 marzo 1305 - 5 giugno 1373), conte di Neuchâtel dal 1325 al 1373,
- Margherita[6], (? - 22 agosto 1382), dama di Boudry, sposò nel 1319 Hartmann di Kybourg e poi Ugo di Buchegg,
- Una figlia dal nome sconosciuto, sposò Guillaume d'Estavayer.